# سقزتشي (نمين)
سقزتشي هي قرية في مقاطعة نمين، إيران. يقدر عدد سكانها بـ 272 نسمة بحسب إحصاء 2016.